# Remoncourt (Vosgi)
Remoncourt è un comune francese di 608 abitanti situato nel dipartimento dei Vosgi nella regione del Grand Est.

## Società

### Evoluzione demografica
Abitanti censiti